# Ein ganz gewöhnlicher Held
Ein ganz gewöhnlicher Held (Originaltitel: The Public) ist ein US-amerikanisches Filmdrama von Emilio Estevez aus dem Jahr 2018. Der Regisseur, Drehbuchautor und Hauptdarsteller Emilio Estevez stellt darin die soziale Funktion der öffentlichen Bibliothek heraus. Der Film hatte seine Weltpremiere am 9. September 2018 auf dem Toronto International Film Festival und wurde am 5. April 2019 in den Vereinigten Staaten von Greenwich Entertainment in die Kinos gebracht. Deutscher Kinostart war der 25. Juli 2019.

## Handlung
In Cincinnati, Ohio ist es bitterkalt. Die größte Bibliothek der Stadt bietet ihren Besuchern einen warmen und sicheren Aufenthaltsort. Der Bibliotheksmitarbeiter Stuart und seine Kollegin Myra kümmern sich auch um diejenigen, die obdachlos, psychisch krank und an den Rand der Gesellschaft gedrängt sind.
Als sich ein Schneesturm ankündigt und alle Notunterkünfte überfüllt sind, weigert sich eine Gruppe von obdachlosen Bibliotheksbesuchern unter der Führung von Jackson, die Bibliothek zur Schließzeit zu verlassen. Entgegen der Weisung der Bibliotheksleitung bieten die zwei Bibliotheksmitarbeiter der Gruppe nächtlichen Unterschlupf.
Das ruft die Polizei unter Leitung des Verhandlungsführers Bill Ramstead auf den Plan, der den gewaltfreien Sitzstreik in der Bibliothek beenden soll. Ramstead will mit Stuart verhandeln, während der skrupellose Staatsanwalt und Bürgermeisterkandidat Josh Davis unnachgiebig die Räumung des Hauses fordert. Währenddessen spekulieren die Medien darüber, was wirklich hinter den verschlossenen Türen vor sich geht.
Stuart vermittelt zwischen den Fronten und trifft eine Entscheidung. Was mit zivilem Ungehorsam beginnt, wird zu einem gemeinschaftlichen Zusammenschluss im Kampf gegen soziale Ungerechtigkeit.

## Hintergrund
Der Film basiert zu Teilen auf den vom ehemaligen stellvertretenden Direktor der öffentlichen Bibliothek in Salt Lake City veröffentlichten Essay Written up. Die Schilderungen von Chip Ward inspirierten Emilio Estevez, sich dem Thema Obdachlosigkeit in US-amerikanischen öffentlichen Bibliotheken zu widmen.

## Produktion
Im Dezember 2016 wurde bekannt, dass Alec Baldwin, Jena Malone, Taylor Schilling und Rhymefest mit Emilio Estevez im Film mitwirken werden. Einige Tage danach erfuhr die Öffentlichkeit, dass auch Gabrielle Union eine Rolle übernehmen wird. Im Januar 2017 wurde veröffentlicht, dass Christian Slater, Jeffrey Wright und Michael K. Williams zur Besetzung dazustoßen werden.
Ein ganz gewöhnlicher Held ist der erste Film unter der Regie von Emilio Estevez, in dem weder sein Vater, Martin Sheen, noch sein Bruder, Charlie Sheen, die Hauptrolle spielen.
Die Dreharbeiten starteten im Januar 2017 in Cincinnati, Ohio. Die Komponisten Tyler Bates und Joanne Higginbottom komponierten die Filmmusik.
The Public wurde in der Eröffnungsnacht des Santa Barbara International Film Festival am 31. Januar 2018 uraufgeführt. Bei einem Kongress der American Library Association im Juni 2018 wurde er unter Anwesenheit von Emilio Estevez mehrfach gezeigt. Seine offizielle Weltpremiere feierte der Film am 9. September 2018 beim Toronto International Film Festival.
Im Januar 2019 erwarb Universal Pictures Home Entertainment Content Group die US-Vertriebsrechte an The Public, wobei Greenwich Entertainment von Universal für den Kinostart des Films beauftragt wurde. Der Film kam am 5. April 2019 in die US-amerikanischen Kinos. Koch Media brachte den Film unter dem Titel Ein ganz gewöhnlicher Held am 25. Juni 2019 in die deutschen Kinos.

## Rezeption
Der Film erhielt sowohl verhaltene als auch positive Kritiken. Bei Rotten Tomatoes konnte er 65 Prozent aller Kritiker überzeugen, während 79 Prozent des Publikums den Film positiv werteten (Stand: Mai 2020). Die Kritiker würdigen die Absicht des Films, den Schwachen unserer Gesellschaft eine Stimme zu geben. Sie bemängeln aber an einigen Stellen die Umsetzung. Metacritic ermittelte auf Basis der Bewertung von 18 Kritiken eine Durchschnittswertung von 46 von 100 möglichen Punkten (Stand: Mai 2020). In der IMDb wurde der Film durchschnittlich mit 6,5 von 10 möglichen Sternen bewertet (Stand: Mai 2020).
In ihrer Filmkritik auf Kino-Zeit schreibt Bianka Pieringer, dass die Geschichte dazu anregt, „über die Gestaltung des öffentlichen Raums und den Zustand der Zivilgesellschaft nachzudenken“. Sie lobt die politische Botschaft des Films. Für Krischan Koch von NDR Info ist Emilio Estevez’ „Plädoyer für Menschlichkeit und Zivilcourage“ ein „pathetisches, politisch überkorrektes Sozialmärchen“ mit schablonenhaften Charakteren.
Mark Reichwein schreibt in der Welt, dass der Film, neben der Rolle der öffentlichen Bibliothek als soziale Einrichtung, vor allem die „Überreaktion des öffentlichen Sicherheitsapparates“ herausarbeitet: „Die Art und Weise, wie die Öffentlichkeit das Obdachlosenproblem kriminalisiert, statt es als humanitäre Katastrophe zu begreifen, entblößt gesellschaftliches Versagen.“ Laut Oliver Armknecht hat der Film zwar „das sprichwörtliche Herz am rechten Fleck“, einige Figuren werden aber allzu stereotyp dargestellt. Auch Anke Westphal vom Tagesspiegel stört sich am übertriebenen Pathos der Verfilmung. Maria Wiesners Urteil in der FAZ fällt dagegen rundum positiv aus. Sie lobt die Charakterzeichnungen und pointierten Dialoge.

## Auszeichnungen
Cleveland International Film Festival 2018
- Nominierung in der Kategorie Local Heroes Competition für Emilio Estevez